# Tanika Charles
Tanika Charles (Toronto, 7 dicembre 1987) è una cantautrice canadese.

## Biografia
Tanika Charles ha iniziato a ricevere popolarità esibendosi nei cori di Bedouin Soundclash, Isis Salaam e Emmanuel Jal, pubblicando il suo primo EP nel 2010. Il primo album in studio, intitolato Soul Run, è uscito in modo indipendente nel 2016 e ufficialmente su etichetta Record Kicks l'anno seguente. Ha ricevuto ampi compensi dalla critica specializzata nazionale, apparendo tra i dischi selezionati per il Polaris Music Prize 2016 e ricevendo una candidatura ai Juno Awards 2017. Il secondo album The Gumption è stato pubblicato nel 2019 ed è stato accolto positivamente dalla critica. Anch'esso ha concorso per il Polaris Music Prize ed è stato candidato ai Juno Awards 2020.

## Discografia

### Album in studio
- 2016 – Soul Run
- 2019 - The Gumption

### EP
- 2010 - What?What!What?!

### Singoli
- 2010 – Silly Happy Wild
- 2012 – I Am Your Woman
- 2015 – Soul Run
- 2016 – Two Steps
- 2017 – Endless Chains
- 2017 – Love Fool
- 2019 – Love Overdue
- 2019 – Tell Me Something
- 2019 – Look At Us Now